# 척 로버슨
척 로버슨(Chuck Roberson, 1919년 5월 10일 ~ 1988년 6월 8일)은 미국의 배우, 카우보이, 스턴트 배우이다.

## 영화
- 형사 맥큐 (1974년)
- US 마샬 (1973년)
- 빅 제이크 (1971년)
- 철인들 (1969년)
- 스캘프헌터스 (1968년)
- 추적자 (1968년)
- 그린 베레 (1968년)
- 워 웨곤 (1967년)
- 샤이안 (1964년)
- 맥린턱 (1963년)
- 충격의 복도 (1963년)
- 리버티 벨런스를 쏜 사나이 (1962년)
- 투 로드 투게더 (1961년)
- 스파타커스 (1960년)
- 알라모 (1960년)
- 버팔로 대대 (1960년)
- 원더풀 컨츄리 (1959년)
- 리오 브라보 (1959년)
- 서부의 사나이 (1958년)
- 빅 컨츄리 (1958년)
- 서부의 파라딘 (1957년)
- 화살의 질주 (1957년)
- 40정의 총 (1957년)
- 독수리의 날개 (1957년)
- 7인의 무뢰한 (1956년)
- 딜론 보안관 (1955년)
- 프로디갈 (1955년)
- 디즈니랜드 (1954년) - 랜거 #1 역
- 혼도 (1953년)
- 러스티 맨 (1952년)
- 아톰 맨 대 슈퍼맨 (1950년)
- 밴디트 퀸 (1950년)
- 성난 파도 (1948년)